# Mur Lafferty

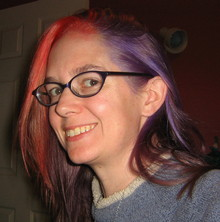
Mur Lafferty

Mur Lafferty (geboren am 25. Juli 1973) ist eine amerikanische Podcasterin sowie Autorin und Herausgeberin von Science-Fiction und Fantasy.

## Leben
Lafferty studierte Englisch an der University of North Carolina at Chapel Hill. 2014 erwarb sie im Rahmen des Stonecoast-Programms für Kreatives Schreiben den Master der University of Southern Maine im Bereich populäre Literatur.

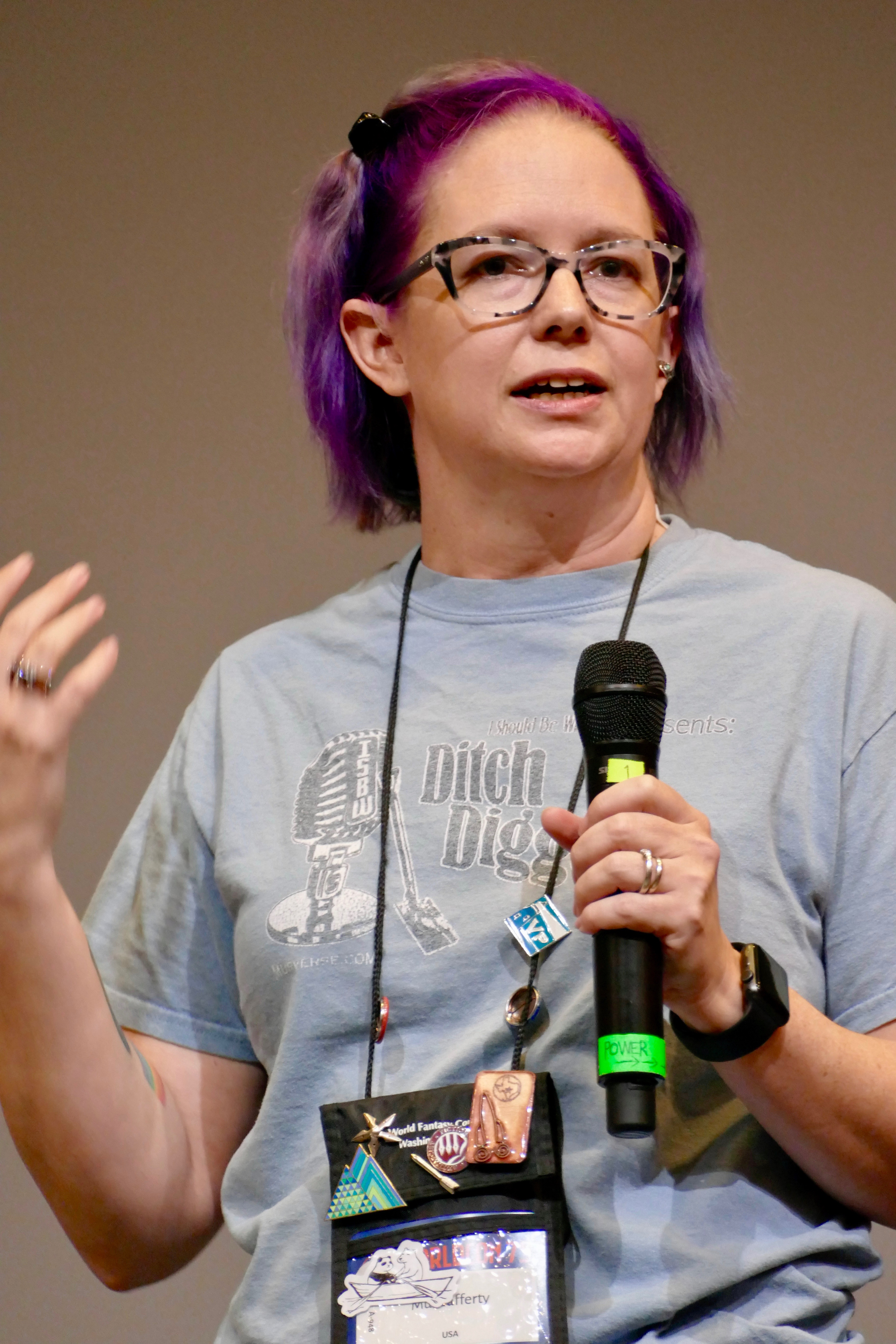
Lafferty mit einer Live-Episode von Ditch Diggers auf der Worldcon 2017

Zum Podcasting kam Lafferty, nachdem sie Shows wie Adam Currys Source Code gehört und hier eine neue Ausdrucksmöglichkeit für sich entdeckt hatte. Ihre erste Podcast-Reihe Geek Fu Action Grip startete im Dezember 2004, handelte von ihrer Liebe zur Geek-Kultur und endete 2007 nach 103 Episoden. 2005 startete sie I Should Be Writing, einen Podcast über die Schwierigkeiten angehender Schriftsteller, für den sie 2007 mit dem Parsec Award ausgezeichnet wurde, den sie 2006 zusammen mit Tracy Hickman und Michael R. Mennenga ins Leben gerufen hatte. 2015 startete sie zusammen mit Matt Wallace den Podcast Ditch Diggers, der sich ebenfalls schriftstellerischen Problemen widmet, allerdings unverblümter und direkter und weniger bezogen auf kreative Schwierigkeiten, sondern darauf, wie man für seine Arbeit möglichst gut und rechtzeitig bezahlt wird. 2017 nominiert, gewann Ditch Diggers 2018 den Hugo Award als bester Fancast.
Lafferty ist Herausgeberin mehrerer Podcast-Zeitschriften und -Podcasts gewesen, namentlich Pseudopod (2006–2007), Soundproof Digest (2012) und Mothership Zeta (2015–2017). Von 2010 bis 2012 war sie Herausgeberin von Escape Pod, seit 2017 erneut zusammen mit S. B. Divya aka Divya Breed. Von 2010 bis 2013 gab sie The Soundproof Escape Pod heraus.
Über Escape Pod veröffentlichte Lafferty ab 2005 erste Kurzgeschichten, I Look Forward to Remembering You erschien als erste Erzählung im Druck im Juni 2007 im Hub Magazine. Der erste Roman Playing for Keeps erschien 2007 als Audio und 2008 in Buchform. 2013 erschien der Urban-Fantasy-Roman The Shambling Guide to New York City. Zoe Norris ist eine junge Reiseschriftstellerin, die in New York Fuß fassen will und den perfekten Job findet – fast perfekt, denn es geht um Reiseführer für Monster und ähnliche Kreaturen und Zoe ist leider nur ein ganz gewöhnlicher Mensch. 2014 folgte die Fortsetzung Ghost Train to New Orleans, in der Zoe Norris nach New Orleans kommt, nicht nur um einen weiteren Monster-Reiseführer zu schreiben, sondern auch um ihren Bruder davor zu bewahren, ein Zombie zu werden. Beide Romane wurden 2014 und 2015 mit dem Manly Wade Wellman Award ausgezeichnet. 2018 schrieb sie die Solo, die Romanfassung zu Solo: A Star Wars Story.
Zusammen mit ihrem Mann und einer Tochter lebt sie in Durham, North Carolina.

## Auszeichnungen
- 2007: Parsec Award für I Should Be Writing (Best Writing Related Podcast)[3]
- 2008: Parsec Award für Heaven – Season Four: Wasteland (Best Speculative Fiction Story – Novella Form) und für Playing for Keeps (Best Speculative Fiction Story – Long Form)[4]
- 2013: John W. Campbell Award for Best New Writer
- 2014: Manly Wade Wellman Award für den Roman The Shambling Guide to New York City
- 2015: Manly Wade Wellman Award für den Roman Ghost Train to New Orleans
- 2015: Aufnahme in die Academy of Podcasters Hall of Fame[5]
- 2018: Hugo Award für Ditch Diggers (Best Fancast, zusammen mit Matt Wallace)

## Bibliografie
Die Serien sind nach dem Erscheinungsjahr des ersten Teils geordnet.
Afterlife (Kurzgeschichten)
- 1 Heaven (2011)
- 2 Hell (2011)
- 3 Earth (2011)
- 4 Wasteland (2011)
- 5 War (2011)
- 6 Stones (2015)
- The Afterlife Series (2014, Sammlung)

The Shambling Guides
- 1 The Shambling Guide to New York City (2013)
- 2 Ghost Train to New Orleans (2014)

Bookburners
- Bookburners Season 1, Episode 4: A Sorcerer’s Apprentice (Part 4 of 16) (2015)
- Bookburners Season 1, Episode 8: Under My Skin (Part 8 of 16) (2015)
- Bookburners Season 1, Episode 10: Shore Leave (Part 10 of 16) (2015)
- Bookburners Season 1, Episode 13: Keeping Friends Close (Part 13 of 16) (2015)
- Bookburners Season 2, Episode 5: Debtor’s Prison (Part 5 of 13) (2016)

Romane
- Playing for Keeps (2007)
- Six Wakes (2017)
  - Deutsch: Das sechste Erwachen. Heyne, 2018, ISBN 978-3-453-31919-6.
- Solo (2018, Romanfassung zu Solo: A Star Wars Story)

Kurzgeschichten
- Merry Christmas from the Heartbreakers (2005)
- Santa In My Pocket (2005)
- I Look Forward to Remembering You (2006)
- Citytalkers (2007)
- Rex the Dog (2008)
- Parasite Awakens (2008)
- As Dry Leaves That Before the Wild Hurricane Fly (2008)
- The Blueberry Pie (2009)
- The Last of the Pie Hunters (2009)
- Solitary as an Oyster (2009)
- Zuzu’s Bell (2010)
- 750,000 of Your Friends Like This (2011)
- 1963: The Argument Against Louis Pasteur (2011, Thackery T. Lambshead)
- The Reporter (2012, Galactic Football League, mit Scott Sigler)
- PRODUCE 1:1-10 (2014)
- Save the Photophobic Hemoglobivores with the Sanguine Reserve! (2014)
- In the Walls (2015)
- The Crate Warrior, the Doppelgänger, and the Idea Woman (2015)
- Not for Nothing (2017, Star Wars)

Sachliteratur
- Tricks of the Podcasting Masters (2006, mit Robert Walch)
- Lessons From a Geek Fu Master (2006)

Rollenspiele
- D20 Fright Night Haunted School (2004)